# ギフテッド

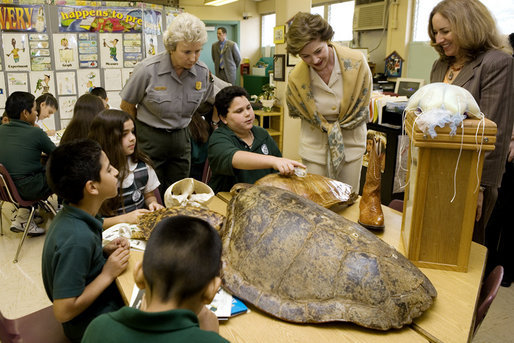
ギフテッド・クラスで理科の授業を見学するローラ・ブッシュ（中央）

ギフテッド（英: intellectual giftedness）は、平均より著しく高い知的能力を指す用語。多様な定義が存在する子供の特性であり、学校での教育内容に差をつける理由となる。ギフテッドの特性は成人後も持続すると考えられ、英才教育に関する過去100年間の長期的研究で様々な結果が報告されている。子供あるいは成人においても、一般に広く受け入れられているギフテッドの定義は存在しない。しかし、学校への入学許可の決定や個人の生涯を通じた長期的研究の多くは、上位2.5パーセントの知能指数（つまりIQ130以上）を持つ人々を対象としている。また、ギフテッドの定義は文化によっても異なる。
ギフテッドの定義は多様であり、総合的な高い能力を基準とするものもあれば、特定の分野で発揮される高い能力を基準とするものもある。例えば、一部の定義では、優れた数学の才能がありながら、同様に卓越した言語能力を持たない人もギフテッドに含まれる。特に、芸術的・音楽的能力と、一般に高IQと関係があるとされる高学力の関係については現在も研究が行われており、そうした高い能力をすべてギフテッドの定義に含める者もいれば、ギフテッドを才能（talent）と区別する者もいる。幼少期の特性の差がどのように成人後の能力の差に繋がるのか、またどのような教育内容やその他の支援が成人後のギフテッド的特性に繋がるのかについてはまだ論争があり、現在も研究が行われている。

## 概要

### 定義
アメリカ教育省は1993年、ギフテッドを「同世代の子供と比較して、突出した知性と精神性を兼ね備えた子供」と定義した。ギフテッドにおける高度な知的能力と精神性は、誕生時点から生涯にかけて見られる。ギフテッドは知性や精神性のどちらかのみが発達しているということはなく、生まれ持った高い知的能力と共感的理解、深い洞察力などの豊かな精神性を、個々が育った環境や教育環境に依存することなく兼ね備えている。必ずしも学習能力が高いとは限らない。また、欧米、日本はいずれもIQ検査により発見されるケースが最も多い。
日本の文部科学省は対象となる児童生徒のイメージが論者によって異なることから「ギフテッド」の語を用いず「特定分野に特異な才能のある児童生徒」と表記している。

### ギフテッドの由来
ギフテッドの語源は、贈り物を意味する英語の「ギフト」 であり、神または天から与えられた「天賦の資質」、または遺伝による生まれつきの「特質」であり、非ギフテッドが早期教育や先取り学習によってギフテッドに成長することはなく、「ギフテッドの才能を伸ばす」という言い方はできるが、「こうすればギフテッドになる」とは言わない。 
ギフテッドは自ら常に多様な「知的刺激」を切望して満たし、自分の好みの学習方法で、自分の興味のある分野を極めて深く掘り下げて探求する傾向にある。また、学習能力に優れているため、何か物事を始めると同年者よりかなり早く先のレベルに到達するが、関心がないと全く興味を示さず学習を放棄することもある。
そのため、ギフテッド教育は教育熱心な保護者主導で幼児教室に通わせたり、または業者の教材を子供に買い与える受動的な早期教育とは一線を画する。ギフテッドは、 タレンテッドという言葉と併用され、「ギフテッド」や「タレンテッド」への教育は、ギフテッド・タレンテッド教育（GATE）と呼ばれている。ギフテッドが全般的、学術的な才能を指すのに対して、タレンテッドは芸術的な才能を持つ人物を意味する。

### ギフテッドへの対応と教育
ギフテッドの生徒の指導には特別な配慮が必要だと考えられ、学校機関が重要な課題として「ギフテッド」の公式な選別方法を模索し始めた。20世紀にはしばしばIQテストを使ってギフテッドを診断していたが、近年の知能の研究は、このようなテストの妥当性や限界について大きな疑問を投げかけている。
これまで北米やヨーロッパの学校は、より高い知性や早く深く学ぶ能力を持つにもかかわらず、興味や関心を引けないために通常の学校教育制度の在り方により能力を制限してしまっている生徒たちを見つけ出そうと試み、才能を伸ばすための追加教育あるいは特別な教育を提供しようしてきた。
ギフテッド教育においては、こうした人々（子供、大人を含めて）を見つけ出すことが課題である。したがってギフテッドとは何かを知るためには「ギフテッド」という用語を用いる機関がどのように、これを定義しているか注目する必要がある。
日本のように教育機関に受け皿が無いため、周囲と馴染めない児童が特別支援学級に通っている例もある。またフリースクールも利用されている。

### ギフテッドの定義をめぐる議論
かつて心理学者や精神科学者たちはルイス・マディソン・ターマンの1906年の研究を踏襲し、長年に渡ってギフテッドは高知能指数と同意義だと考えていた。この遺物的概念は今日でもギフテッドの概念の中にいくらか残っている。ただし当初から他の研究者たち（たとえばレイモンド・キャッテルやジョイ・ギルフォード、Thurstone）は知性とはそのような一元的な形で表せるものではなく、もっと多面的な分析が必要だと提唱していた。
1980年代と1990年代に行われた研究によって知性は複数の要素からなるという考えを支持するデータが得られた。SternbergとDavidsonによる『Conceptions of Giftedness』の中の『giftedness』の再研究において、それが特に顕著に検証されている。そこで提示された様々なギフテッドの概念は、それぞれ別個であるにもかかわらず様々な面で互いに関連性がある。ほとんどの研究者はギフテッドを複数の資質（すべてが知的な要素というわけではない）として定義している。
またIQ値は、学問や芸術の実質的な創造的貢献を計測することができないとして、ギフテッドの選別には不適切であると考えられている。
Joseph Renzulli (1978) の「three ring定義」は、詳しい研究から得られたギフテッドの概念の1つである。これは、ギフテッド個人というより、ギフテッドの行動の定義であり、その行動は、以下の3つの基本要素から成り立っている。すなわち、平均以上の能力、高い目的達成意識、高い創造性という3つの特徴が、互いに関連しあい、それを反映した行動がRenzulliによるギフテッドの定義である。ギフテッドの行動を実現できる者とは、こうした3つの特徴を総合的に持っている人、あるい相互的に開発できる能力のある人であり、かつ、何らかの形で有益な活動として活かせる人である。そして、こうした人々には通常の学校の教育カリキュラムでは、提供されない様々な形式の学習の機会と支援が必要である。
スーザン・K・ジョンセンは『ギフテッドの子供の判別法：実践ガイド』の中において、ギフテッドの生徒とはアメリカ合衆国による「ギフテッド」、および、「タレンテッド」の定義に含まれた分野において、高い潜在能力を示す生徒であると説明している。
子供、生徒、若者に対して、ギフテッド、および、タレンテッドという言葉が用いられた場合、知性、精神性、創造性、芸術、リーダシップ、あるいは特定の学術分野において高い潜在能力を示し、また、そうした能力をフルに開発するには通常の学校教育にはない支援や活動を必要とする子供、生徒、人々を意味する。
この定義の一部、あるいは、すべてが、アメリカ合衆国の大半の州において、採用されており、また、大半の州が下記のテキサス州の例と似通った定義を用いている。
ギフテッド・タレンテッドの生徒とは、同じ年齢・経験・環境を持つ子供と比較して、著しく高いレベルを達成する、あるいはその可能性をうかがわせる子供。知的能力、独創性や芸術の分野において高い実行能力を示す、並外れたリーダーシップ能力を持つ、あるいは特定の学術分野で秀でている。
ギフテッドの定義の大きな特徴として、以下の事柄が挙げられる。
- ギフテッドの能力を発揮するのは、学業に限らず多様な分野である。
- ギフテッドは、他のグループとの比較に基づく（同学年の生徒たち、同年の子供たち、同じ経験や環境を持つ子供たちなど）。
- ギフテッドは、能力を伸ばす教育的支援が必要である。

しかし、上記3点だけでは、努力で高学力を身に付けた優等生とギフテッドのふるいわけが十分にできないという懸念がある。
ポーランドの心理学者ドンブロフスキが指摘する、刺激への激しい反応や敏感さ、自己批判能力、高い精神性や感情性といった、より高い人格へ成長する潜在能力も含まなければ、ギフテッドの定義としては不十分だという意見がある。

### 様々な選別方法
| 生徒     | KABC-II | WISC-III | WJ-III |
| -------- | ------- | -------- | ------ |
| アシャー | 90      | 95       | 111    |
| ブリアナ | 125     | 110      | 105    |
| コリン   | 100     | 93       | 101    |
| ダニカ   | 116     | 127      | 118    |
| エルファ | 93      | 105      | 93     |
| フリッツ | 106     | 105      | 105    |
| ジョージ | 95      | 100      | 90     |
| ヘクター | 112     | 113      | 103    |
| イメルダ | 104     | 96       | 97     |
| ホセ     | 101     | 99       | 86     |
| キョク   | 81      | 78       | 75     |
| レオ     | 116     | 124      | 102    |

アメリカの多くの学校ではギフテッドの生徒を選別するために、能力や可能性を様々な方法で判定する。生徒の過去の作品集、教室での観察、達成度テストや知能検査などである。教育現場の専門家の多くは、選別の方法を何か一つ使用するだけでは正確にギフテッドを見極めることはできないと考えており、総合的な判断をする。
選別方法の一つとしてIQ（知能指数）テストの値が用いられることがある。1960年代以前、「ギフテッド」がIQによって定義されていた時代には、単純にIQの値（およそ130、標準偏差15）を基準にしてギフテッドであるか否かを判定していた。こうしたIQによる選別方法は研究者たちの間では古い考え方であるが、それにもかかわらず、まったく無意味だとは言えないために、今でも他の判定基準と併用して採用している学校は少なくない。現在、ギフテッドの概念はより広範に考察されているが、単一の定義・選定基準はなく、識者の考えも統一されていないのが現状である。現代ではIQがギフテッドを選別する単一の尺度として支持されなくなっているが、生徒が非常に高いIQを示した場合は、学術において高い潜在能力を持っている可能性もあると推測され、ある程度の目安にはなる。したがって非常に高いIQを持ちながら平均以下の成績しか残していない生徒がいた場合には、注意深い観察が必要である。
IQの判定はテストの種類、作製者によっても基準が異なる。またIQテストは、高いIQの者同士の優劣を判定するには妥当ではないという欠陥がある。IQはある人が特定の分野において実質的な創造的貢献を残すギフテッドかどうか判断するものでもなく、またどの程度のレベルのギフテッドであるかを測定できるものではない。ウェクスラー成人知能検査のIQ最高値が160であることから、ギフテッドの判別に関する著者の一部にはスタンフォード・ビネー法 L-M版を並外れたギフテッドを選別できる唯一のテストとして推奨する者もいる。しかし、スタンフォード・ビネー法 L-M版は廃れた測定方法を用いており、これまでアメリカにおいても標準的なテストとして用いられたことがない。
幼い子供のIQ測定は、さらに議論が必要となる。またIQテストは、一般的に言語能力や数学的な能力に重点を置いているため、芸術や文学の分野の才能は得点では反映されにくい。現在、欧米ではIQテスト以外で芸術性や独創性などを測る試験を行なう学校も多くある。作品や創造力、独創性、芸術性、思考など多方面から才能を理解する必要がある。

## 特徴
一般の人間より速く、深く、広く学び、わずかの反復で全体概念や技能を修得する。高い論証能力、精神性、独創性、好奇心、想像力、洞察力、芸術性、博愛精神、豊富な語彙、深い共感的理解、優れた記憶力を持つ。ただ必ずしも学業において優秀とは限らない。芸術性を伴うギフテッドは、絵画、音楽、工作、作文、ファッション、小説製作、映像製作の分野のいずれかにおいて顕著な才能を発揮する。既存の方法に加え、過去からの改善により効率的な過程を経て世間の理解が得られる範囲内において優れた成果を挙げる「優秀な人」とは異なり、ギフテッドはそれらの過程が自らあみ出した独自のものであったり、結論そのものも独創性に富んでいる。ただこの独創性ゆえに、一般世間で理解や支持を得られないことも多く、上記の能力を適切に図られずに過小評価を受けたり、さらには天才的な答えであるにもかかわらず現代常識から見て非論理的だとされ、当たり前の答えも理解できない者であると見られてしまうこともある。
また過度激動といわれる精神的・行動的な激しさを示すこともギフテッドがもつ特徴である。ギフテッドは環境からの刺激に対する感受性や興奮性が高く、通常自然に受け入れる物事に対して過剰に反応するため、日常にある疑問や矛盾に気づきやすく、強い関心やモチベーションを持つと考えられている。この傾向があるからこそ、一般の人間より能力が早期に発達し、人格発達もより早く促されると考えられているが、ギフテッドの過度激動による反応は、周囲と質的に差異を生みやすく、本人の中での葛藤や集団生活上の問題につながることがある。

### 遺伝的要因と家族
ギフテッドはその家族も同様に顕著に高いIQや優れた能力を持つ傾向がある。ギフテッドに遺伝的要因があることを裏付けている。

### その他
乳児期は、他の子どもと比較してかなり早い段階で歩き、話し、教わらなくても絵本の読み聞かせの中で文字を理解し、自分で絵本や本を読み始める。幼少期は、年上の子供と同レベルで学習することも可能な知性や知的好奇心を持っている。
ギフテッドといっても、全ての学術分野に等しく秀でているケースは多くない。たとえば、学年平均よりずっと秀でた読み書きができる一方で数学が苦手であったりする。個人の発達の遅れに様々なケースがあるように、ギフテッドにも様々な個性が存在することが指摘されている。
肉体的、精神的に繊細で敏感であったりする。幼少時から優れた論法や推論力を示し、文章または口頭で豊富な語彙を用いることができ、使う語彙に対して鋭敏である。感受性の強さ、並外れた集中力、幅広い関心、創造性豊かで限りない知識欲、深い分析力、優れた記憶力を持ち、知的好奇心や独創性に富み、鋭い質問をしたり、一風変わった考えを持つこともある。深く速く理解し、短期間の復習で課題を修得でき、その内容を詳細に理解しており、原理や概念を示すことができる。また完璧主義の傾向があり、自己を厳しく評価する特徴を持つ。
芸術分野のギフテッドは、高いIQと知性を示し、早期から芸術分野で才能を現し、豊かな想像力や表現力に富み、創造性、独創性、芸術性に優れ、アイデアに溢れ、身体動作やリズム感に繊細、思慮深く、洞察力、感受性が豊かなどの潜在能力を示す。

### 積極的分離と刺激増幅受容性
ドンブロフスキは、積極的分離（positive disintegration）という人格形成理論を主張している。ドンブロフスキの積極的な分離理論の中核をなすのが、刺激に対する並ならない反応（OE、overexcitabilities、過度激動〈刺激増幅受容性〉）である。これは神経の感受性が増すことによって通常の人間よりも刺激を生理的に強く経験する性質であり、ギフテッドの特徴である。
ドンブロフスキは、短時間の単純な感情は人格の成長にあまり影響はなく、否定的感情も含めた激しい感情作用こそが人生を変えるような劇的な体験をもたらし、積極的な分離を起こすと考えた。つまり精神的苦痛は、個人が心理的により高いレベルへ成長するために不可欠であり、その深い感情作用を最大にもたらすものはOEである、と結論付けている。ギフテッドの子供が、OEという平均以上に敏感な精神状態にあることは、勉学や芸術で著しい成果をあげるだけでなく、日常におけるすべての活動においても精神に特異な反応を起こしていることを示す。
ドンブロフスキはOEを次の5つの分野に区分けした。
1. 精神運動性OE：一般的に「落ち着きがなく頭の回転が速い」印象を与えるもので、身体的多動だけでなく、話すスピードが速い、話が一気に飛躍する、頭が働いて眠れない、という精神的多動を示す。
2. 知覚性OE：「神経質」という言葉で表される性質で、増長した知覚意識を持ち、まぶしい光、大きい音、匂い、触感など感覚器官に与えられた刺激に過剰に反応する。靴下の縫い目や服のラベルが気持ち悪かったり、隣室の時計の時を刻む音が気になって集中できない、などの例がある。鋭い感性は、幼少の頃から絶景に息を呑み、名曲に涙を流すといった美的感覚にも通ずる。
3. 想像性OE：隠喩などの詩的表現に優れる。「注意力散漫」と見られ、「おとぎの国の住人」と揶揄されるほどの強い想像力をもつ。白昼夢を楽しみ、前夜見た夢にも過剰に反応する。いわゆる英語圏で言うところの、"think out of the box"（枠にとらわれない独創的な考え方）あるいは"think different"ができる能力として賞賛される資質である。
4. 知性OE：一般に広く知られているギフテッドの特徴。知識とロジック、新しい意味を渇望し、疑問を追求し、理論的な分析や真実の探求を愛する。そのため高度な科学・ドキュメンタリー番組を好んで見たり、頭脳パズル、知覚・論理ゲームを好む。
5. 感情性OE：感情の種類と幅が大きく「ドラマチック」な反応を示す。より楽しみ、より悲しみ、より腹立ち、より驚き、より恐れ、より共感する。深く感情移入し、愛着心、責任感、自省意識も非常に強い。ある程度の人生経験を持つギフテッドには、相手の気持ちを鏡のようにリアルタイムで読取り、共感する人もいる。

どの分野のOEが強いかは個人差がある。たとえば、高い知覚性OEを持つギフテッドは外界からの刺激に対して非常に敏感であり、五感のいくつかが働きすぎて作業に集中できないため、混雑や混乱した環境を避けようとする。一方、知覚性OEが低く、妨害をすべて遮断して作業や思考に集中でき、むしろ五感への刺激が存在する只中に身を置くことを好み、その状況下で上手くやっていけるギフテッドもいる。OEが強いほど毎日の生活が強烈な体験となるが、特に想像性、知性、感情性において過剰に反応する人は、他人に比べて日常生活を深遠に体験し、人生の苦楽も激しく感じる。

## 精神的・社会的問題

### 孤立
ギフテッドには異常なほどの熱情、並外れた集中力、OE（前述）に起因する一般人とは一風変わった行動が見られる。そのため同世代の子供達と精神年齢や興味が異なり話が合わないといった理由で、気の合う友達がみつからなかったり、他の子供から疎外されることもある。外界からの刺激を嫌うためや、人生をより真摯に受け止めるがゆえに内向性を持ち、また頻繁に内省するために、ギフテッド自身が一人でいることを選ぶ場合もある。
特にギフテッド仲間の社会的ネットワークを持たない者にとって、孤立は一番の問題である。他人に好かれ、認められようと、ギフテッドの子供はしばしば自分の能力を隠そうとする。低達成児となったり、家族や信頼できる人といる時に使う高尚な言葉とは異なり、同級生といる時は簡単な言葉を使うようにするといった、本当の自分とは異なる姿を演じる。これは女性のギフテッドに際立って見られる傾向である。女性のギフテッドを見つけることは男性より困難である。それは女性は男性よりも集団化する能力に長けており、高知能、高能力であることを隠す意識が強いとみられている。また社会的地位における男女格差の問題も背景にある。
一般社会において人は「ふつう」でなければならないという多大な心理的負担がある。ギフテッドやタレンテッドの人間は、変わり者という烙印を押されたり、 いじめの対象になったりし、自己嫌悪や自己卑下する可能性もある。この孤立問題を解決するために、ギフテッド教育の専門家は共通した興味や能力に基づいたギフテッド達でグループを作ることを薦めている。グループに参加する時期が早いほど、孤立を避けられる。
欧米にはギフテッド教育を施す私立校がある。アメリカ合衆国の場合、公立や進学校を含めた他の私立からギフテッド専門の私立校へ転校する子供も多い。専門私立校は公立のギフテッド・プログラムとは異なる選考基準を設けるところもある。卒業生がアイビー・リーグなどの名門大学に進む学校も多いが、ギフテッド専門校は進学校ではなく、あくまでもギフテッドである生徒のニーズにきめ細かく応えることができる学校である。そこでは、ギフテッドの子供が、本来の自分のままでいながらにその才能を最大限に咲かせられることを最優先にしている。ギフテッド専門校に通ってようやく話が通じる仲良しの友達ができた、「普通の人」を演じる必要がなくなった、というような広義の意味でのクオリティ・オブ・ライフ（人生の質）の向上に力を入れている。

### OE（過度激動）に起因する問題・疲労
ドンブロフスキは、強いOE（前述）を持つ人間は最高にハイな気分とどん底に沈み込む気分両方を味わう可能性があり、決して楽な人生ではないことを表して、OEを「悲劇的なギフト（天からの贈り物）」と呼んだ。高知能であることは知的な情報処理能力が高いというだけでなく、様々な感覚的情報も大量に取り込み、そこに強く反応するということにも繋がる。 
OEが強い場合、周囲のあらゆる刺激に過剰に反応してしまい、所属する集団から浮いてしまうことがある。例えば、感情の起伏が激しいことから気分屋、知覚が鋭く些細なことで不快になってしまうことから神経質、といったレッテルを貼られる（ラベリング）。また合わない環境にさらされたギフテッドは否定的な反応を示す。また反応が表面化しない場合でも、普通であるべき行為が心から自然にできない、相手の感情・欲求・反応などを考えすぎるあまり行動に一貫性がなくなる、などの対人距離、反社会的反省に常に駆られ、状況を満足に楽しめないケースも多い。逆に、感情や五感への刺激を避けるために敢えて集団から離れていると、今度は人付き合いが悪いと非難される。それらの状況下で感じるあらゆる気分的うつ（慢性のうつ病とは異なる）や自己嫌悪といった否定的な感情も、OEゆえに必要以上に増幅され強く感じてしまうため、逃げ場を失う危険を内包する。
ドンブロフスキはOEを5つ（精神運動面、感覚面、想像的な面、知的な面、情動面での激しさ）に分類した。このOEが強く反応しているとき、ギフテッドは脳内で物事を映像化しながら思考することができ、神経や感覚が鋭いことからその映像は鮮明である。また順を追って考えるのではなく、思考を一気に拡散させて上から俯瞰で眺めるような思考方法をすることができる。しかし、一度に大量の脳内データを使うことから、脳に大きな負担がかかり、ギフテッドは一般の人間より疲れやすい傾向にある。

### 積極的分離に伴う精神的苦痛
ギフテッドにおける精神的発達は一連の明確な移行プロセスを伴う。一般社会においてでさえ、積極的分離と再融合を繰り返すギフテッドは自己や世界の概念が徐々に変化しながらも、少しずつ社会の矛盾を解きほぐし、問題を認識し、最終的に独創的なビジョンを経て、その解決や克服、実現を目指す。しかし、その過程で付き纏う緊張、不安、気分的うつ、恥、罪悪感を克服し、そこから成長を遂げるためには何らかの治療やサポートを必要とする場合が多い。ギフテッドはこの危機が起こっている期間は職場あるいは学校で生産的な働きができなくなり、対人関係においても問題が生じる。
ドンブロフスキは積極的分離に伴う気分的うつや精神的苦痛は個人がより高いレベルへ成長するために必要不可欠であり、その深い感情作用をもたらすものはOEであると結論づけている。現状に対する不適応、世界や人々に対して抱く強い不満を糧に積極的分離を起こすことは、ギフテッドが並みの人には到底届かないであろう自己を獲得するために必要な経験でもある。
積極的分離における五つの段階。
1.初期の統合
最初の発達段階は幼年期に起こる。「探求したい」「発見したい」「操作したい」「学びたい」といった願望が人格をより早く成熟させる。そして「なぜ人々はこのように振る舞うのか」「未来にはどんなことが待ち受けているのか」といったことに思いを巡らせ、また自分がいずれ死すべき運命にあることについてより強い実感を得る。この時ギフテッドの子どもたちは初めての危機を経験する。
2.自己と他人の分離
この段階では、ギフテッドの子供、あるいは青少年は仲間から受け入れられたいというニーズを抱く。しかし仲間との結びつきを得ることができず、最初の深刻な実存的危機が引き起こされる。
3.自発的な統合
積極的分離は、突然ありのままの自分自身やそれまでに自分が成し遂げてきた物事に対して満足できないと感じた時にも起こる。青少年時代にこの段階に到達し、自身の目標を再考したり、計画やアイディアの一部を放棄するようになる。自己との間に矛盾を感じるが、新たな解決策を見つけることでそれを克服する。
4.方向性のあるレベルで分離
ギフテッドの個人的発達の第四段階は、それまで自分が多くの時間を自分自身のことや自らのニーズにばかり費やしてきたことに気付いた時に起こる。他人に心を開き、もっと利他的になって社会全体の利益のために生きるべき時なのだろうと考え始める。この段階において、より高尚な、そしてより普遍的な価値観を取り入れていく。
5.第二次統合
最後の段階では、責任感、親切心、利他主義を持ち、その視線をより抽象的で高レベルな原理へと定着させる。他者を助けるために動き、労力や努力をそのために捧げる人もいる。自らの足跡をこの世に刻み込みたいと思うようになり、進歩を促進することに集中し始める。

### 完璧主義
完璧主義も、ギフテッドの人間によく見られる精神的な問題である。ハマチェックは、完璧主義に関連する特定の行動として次の6つを挙げている。
1. 気分的うつ（慢性のうつ病ではない）
2. 「こうするべきだ」という気持ちに絶えず苛まれる
3. 恥と罪悪感
4. 面目を保つための行動
5. 内気でぐずぐず先に延ばす
6. 自己卑下

孤立問題同様、完璧主義も男性より女性によく見られる。
ギフテッドの子供は自分の精神年齢（自分の思考水準）を標準にするが、身体年齢が追いつかないため完璧主義であることはなおさら辛い。頭では理解していても、人生経験が足りないために精神年齢並みの行動ができないという歯がゆさもある。また逆に、自己の能力の限界に達しないギフテッドは、多くのことが何でもそつなく、時に普通以上に達成できてしまうため、失敗すること自体に対する完璧主義が助長されてしまう。

### 不均衡
ギフテッドの子供の成長はしばしば非同期である。精神の成長速度に肉体が伴わず、そのうえ認知や感情機能においても、一部が他の部分とは異なった発達段階にあることも頻繁に見られる。乳幼児期における認知発達の非同期性がもっともよく知られた例は、アルバート・アインシュタインであろう。彼は3歳まで言葉を発さず、その後 流暢に話し、完全に遅れを取り戻した。この点に関して、認知心理学の研究者スティーブン・ピンカーは、アインシュタインをはじめ言葉が遅かったギフテッドが大人になってから大成したことは、幼少時の言語の欠損とは別物であるとか、欠損にかかわらず大成したとか、言葉の遅れという障害がたまたま併存していたとかという見方はせず、むしろ天才的才能と言葉の遅れの共存は発達上本来あるべき形なのかもしれない、という理論を述べた。
ギフテッドは、精神と身体、一部の感覚器官と他の部分における発達の非同時性という不均衡のみならず、秀でている得意分野と不得意分野、OE（前述）が強い分野と弱い分野という面でも不均衡である。人は誰でも不均衡であるが、ギフテッドは秀でた部分やOEの反応が通常より非常に大きいため、不均衡の度合いが大きい。不均衡という点では互いに共通しているギフテッドも、個人個人の違いは大きいため、エンリッチメント・プログラムなどなるべく個々人に合った教育環境が必要とされる。

### アンダー・アチーブメント（低達成）
ギフテッドの生徒はしばしば、その能力と実際の成績の間に大きな隔たりがある。多くのギフテッドは標準テストなどでは非常に優れた結果を出すのに、学級でのテストでは低得点しか取れないことがある。こうした隔たりは、周囲からの孤立を避け級友・同級生に同化しようとするプレッシャー、担当教師の自分との相性、自分の置かれた状況が要求する制度・規則・ノルマの達成、など様々な要因からも容易に引き起こされる。憂うつ、不安、完全主義、怠慢など含めた感情的、精神的要因によっても引き起こされる。
また低達成児は、ギフテッドと学習障害が同時に存在するわけがないという先入観のために、学習障害を持つギフテッド（2e、後述）が診断漏れで支援教育を受け損なっていることもある。一般的に、全教科の点数が平均以上であっても、教科間の点数差が標準偏差σ×1程度あれば学習障害と定められる。ギフテッドの広く、深く、速く学習するという性質上、単純に学習量や難易度を増した習熟度別クラスやスピードを増しただけの飛び級では十分に対応しきれない。低達成児であるギフテッドの子供の能力や興味、幅広い好奇心にもとづいたエンリッチメント・プログラムを受講させることが解決法となる。エンリッチメント・プログラムとは生徒の精神的健康を念頭に置いて、主体的な関心を持って学習できるよう工夫して作り上げられたもので、多方面にわたった幅のある発展的授業や個別指導カリキュラムを指す。　

### 一般社会の理解
特殊教育の中でもギフテッドは高知能、高能力ゆえに後回しにされがちである。知能指数が平均より下方にある子供ばかりでなく、上方にある子供にも支援を受ける権利はあるが、ギフテッドの親が支援を必要としているということを訴えづらいという点が指摘されている。
ギフテッドを持つ親の多くは、ギフテッドネス特有の複雑さ、その難解さに日々直面し、深刻な悩みを抱えているケースがあり、支援を純粋に求めている。
通常ギフテッド教育を受けるには知能指数や学力試験で選抜され、子供がギフテッド・プログラムに選ばれて嫌がる親はいない。実際ギフテッドを鼻にかける親も存在する。しかしギフテッドの子供にとって最適の育児・教育法を暗中模索する親は、時にはギフテッドではなく通常クラスに入れたり、状況が許せば私立やホームスクーリングを選ぶこともある。子供の才能を見逃さず最大限に伸ばす方法を考え、知的好奇心を満たす学習課題を与えてバランスのとれた教養をめざし、社会で孤立しないよう育てようとする親もいる。

### ギフテッドと他の定義
ギフテッドの定義ひとつで、ギフテッド・クラスの選考基準が変わってしまう。たとえば学業成績で選別する場合、ギフテッドと秀才、成績優秀者は学力的に同じ位置にいる。しかしそこに到達するまでの過程、つまり学習方法や目的に違いがある。この2グループが混在したクラスについては、ギフテッドとは名ばかりで進学クラスになっており本当にギフテッドである子供の救済になっていないという意見と、ギフテッドの子供が自分と異なるタイプのグループと接することができる多様性のある環境は好ましいという意見がある。

#### サバン
サバンとは、知能障害などを抱え、社会生活がきわめて困難である一方で、「一つの」分野で特異な能力を発揮するサバン症候群の人を指す。とくに、自閉的サバンは、自閉症ないし発達障害を持つサバンを指す。自閉症において、この語は1978年にサイコロジー・トゥデイ紙で提唱された。元々は「イデオ・サバン」と言った。これはフランス語で「馬鹿な学者」という意味で、後に政治的配慮から単にサヴァンと言われるようになった。ギフテッドのなかには2e（二重例外）と呼ばれる、「ギフテッドであり、なおかつなんらかの知的障害を持つ人たち」もいるが、知的障害を伴うが並外れた能力を持つサヴァン症候群の人は、ギフテッドに含めない。

#### 定義のゆらぎ
たとえばアメリカの場合、ギフテッドの定義は州や学区によって異なる。純粋にギフテッドの生徒を対象にして、空きがある時のみ成績優秀者を受け入れる所もある。一般的に言って、予算や学級編成の都合があったり、ギフテッドが学力差別だと非難を受けている地域などでは、ギフテッドのかわりに、ギフテッドおよび成績優秀者、上級、優等、高能力、優秀といった呼称を与え、ギフテッドに限らず成績優秀者を上位から選抜していく学校が多い。学業評価で判定する場合は、生来のギフテッドであってもすくい上げられない生徒が出てくる。
また、ギフテッドという点を見落として学習障害児や発達障害児の診断を優先するケースでは、高い潜在能力を伸ばす機会を潰してしまったり、逆に学習障害や発達障害を見落としてギフテッド能力に比例した達成度が見られないと診断され自尊心がひどく傷つけられるケースもある。このように学校の定義や審査基準、専門家の誤診断などによって、ギフテッドの学習環境が大きく変わる可能性がある。

## 優秀な子供との違い
ギフテッドは、遺伝により生まれ持った特質な資質と環境との相互作用によるものであるが、幼少期から教育熱心な親と特別な教育方法と本人の一生懸命な学習努力で優れた成績を収める秀才とは一線を画するといわれている。
ギフテッドは授業中、深さ、意味、速さ、創造性を絶え間なく必要とするため、一般的な授業を退屈に感じている。
また、近年では落ちこぼれの対義語として「浮きこぼれ」という言葉が生まれ、渋谷区などではギフテッドの学校が有識者によって運営されている。
| 優秀な子供（秀才）           | ギフテッド                                                             |
| ---------------------------- | ---------------------------------------------------------------------- |
| 答えを知っている             | 質問する                                                               |
| 反復6－8回で修得する         | 反復1－2回で修得する                                                   |
| 質問に答える                 | 詳細を討論、更に話を展開できる、また質問に疑問をもつ                   |
| 成績はトップグループ         | 一般の枠を超えた能力、学校成績はむしろ悪い場合もある                   |
| アイディアを理解できる       | 抽象化思考ができる                                                     |
| 興味を示す                   | 非常に好奇心が強い                                                     |
| 一生懸命に努力する           | 遊びながら、集中力に欠けたり、でも良い成績をとる                       |
| 同学年の生徒といるのを好む   | 大人や年上の生徒といるのを好む                                         |
| よい暗記力                   | よい推測力                                                             |
| よいアイディア               | 常識外れたアイディア（とっぴな、ばかげたアイディアに見える）           |
| 簡単に学ぶ                   | 答えを知ってるため、退屈に感じる                                       |
| 学校が好き                   | 学ぶことが好き（でも学校は好きではない）                               |
| 受容的                       | 真剣、情熱的                                                           |
| 自己満足する（正解した時）   | 厳しい自己評価（完璧主義）                                             |
| 精巧に真似ができる           | 新しいデザインを創造する                                               |
| 興味を持って聞く             | 強い情感と意見を表す                                                   |
| 単純で順序立てたやり方を好む | ゴールを明確に設定し、逆算をする。複雑さを求めているような誤解を受ける |
| 注意深い                     | 心身ともに熱中、没頭する                                               |

## 英才型と2e型
ギフテッドには「英才型」と「2e型」の2種類がある。
英才型は全般的に高い知能を持つ人を指す。周囲から見ても非常に優秀に見えるため、才能を伸ばすための機会は提供されやすい。認知や記憶などの能力が高いため、学業成績が非常に優秀なことが多く、哲学的な内容を好む傾向がある。大人顔負けのようなことを話したり、難しいものに興味をもって没頭するといったことも多いため、大人の理解がなによりも必要となる。
一方、2eとはTwice exceptionalのことで、「二重に特別な」という意味である。2eのギフテッドはある分野では突出した才能を示すが、苦手なことはとことん苦手な傾向にある。2eの子ども達は非常に似ていて、非同期的な発達をする。語彙力、文章理解力など、特定の能力が非常に高い。普段の生活では時折突出した才能を見せるものの、得意と苦手のギャップによってマイナス面の印象の方が強くなるため、才能に気づかれないケースが多く、社会問題となっている。これらは学校の先生や友達、両親や自分自身すら気づいていないケースもある。

## 誤診
発達障害とギフテッドは医学的には全く異なる。しかし、ギフテッドの社会認知はいまだ希薄であり、ギフテッドが発達障害に分類される注意欠陥・多動性障害（ADHD）や自閉症、強迫性障害、アスペルガー症候群およびそれらによって引き起こされやすい気分障害の気分変調性障害、鬱、双極性障害などに誤診されるケースがある。また、一般的なギフテッドの社会認知が進んでも、医師や教育者のギフテッドに関する知識不足によりギフテッドが誤診されやすい傾向が指摘されている。
不必要な処方薬の摂取は、ギフテッドの才能や能力を鎮圧させてしまう。薬の摂取をやめ、教育などで知的探究心を満たさせると誤診された症状が改善するという報告もある。

## 関連映像作品
- 『マルコム in the Middle』
- 『リトルマン・テイト』
- 『僕のピアノコンチェルト』
- 『ボビー・フィッシャーを探して』
- 『gifted/ギフテッド』
- 『セトウツミ』
- 『マイ・プレシャス・リスト』
- 『きっと、うまくいく』